# صحيفة الأيام (السودان)

## جريدة الأيام السودانية

### نشأة الصحافة السودانية
يؤرخ للصحافة السودانية بالقرن التاسع عشر  بعد دخول قوات الاحتلال الإنجليزي المصري في العام 1898م، وبزيادة التعليم زاد عدد الصحف وانتشر من العاصمة إلى الأقاليم لكنها كانت محصورة النطاق.
و عرف السودان الصحافة قبل أن تعرفها معظم دول افريقيا ووفدت إليه عن طريق مصر على أيدي نخبة من بني الشام وكان ملكية الصحف وتحريرها وقراءاتها من قبل أجانب وأخيراً أصدر السودانيون صحفا تعبّر عنهم وتعكس أفكارهم .
ومن بين هذه الصحف جريدة (حضارة السودان) ثم صدرت مجلة (النهضة السودانية ) لمحررها هشام محمد عباس أبو الريش السودان

#### تأسيس صحيفة الأيام
في العام 1953 م، أسس كل من بشير محمد سعيد ومحجوب عثمان ومحجوب محمد صالح دار الأيام للنشر والتي صدر عنها صحيفة «الأيام» وشملت أبوابها افتتاحيتها الشهيرة كلمة الأيام والأخبار والتقارير والتحقيقات والمنوعات والصفحات المختصة مثل أجندة حواء والصفحة الاقتصادية والرياضية ومنبر الرأي كما ضمت مجموعة من الأعمدة الراتية ( أصوات وأصداء ) للصحفي محجوب محمد صالح و(معالم في الطريق ) للراحل محجوب عثمان و(آراء وتعليقات) للراحل تاج السر مكي.

##### معاناة مع السلطة
و تعرضت صحيفة الأيام للإغلاق، التأميم والمصادرة في كل النظم العسكرية التي مرت بالبلاد لكنها ومثل رصيفاتها عانت أيضا من ازدواجية القوانين التي سيطرة عليها، ( قانون الصحافة والمطبوعات وقانون جهاز الأمن) بجانب صلاحيات مجلس الصحافة والمطبوعات، وظلت الأيام منافحة عن حرية الرأي والتعبير، منتمية للشعب، منحازة للقضايا الشعبية والوطنية
ففي الاثنين السابع عشر من شهر نوفمبر للعام 2003م قررت السلطات السودانية منع صحيفة الأيام من الصدور بموجب أمر من المدعي العام في جرائم ضد أمن الدولة إلى أن تستكمل التحقيقات في القضايا التي أُقيمت ضدها حيث وجهت لها تهديد أمن الدولة لنشرها مقالات عن إقليم دار فور .
كذلك إبان ثورة سبتمبر 2013م اختارت صحيفة الأيام الاحتجاب عن قرائها ورفضت التعاون مع الأجهزة الأمنية حيث عقد جهاز الأمن في الخامس والعشرين من سبتمبر 2013م اجتماعا مع رؤساء تحرير الصحف وطلب منهم التعاون في الأزمة الاقتصادية تاو إيقاف الصحف التي ترفض التعاون معه،
كم منعت من الصدور لثلاثة أيام في العام 2018م من قبل الرقابة القبلية على الصحف أثناء إعلان العصيان المدني.